# Filologia romańska
Filologia romańska (romanistyka) –  nauka o językach romańskich i literaturze pisanej w tych językach. Obejmuje całokształt wiedzy na temat tych języków oraz krajów, w których są one używane, głównie w kontekście podobieństwa i różnic między nimi. Obejmuje również zagadnienia związane z nauką tych języków w szkołach czy na uniwersytetach.
W Polsce, szczególnie w szkolnictwie wyższym, termin „romanistyka” odnosi się przeważnie do filologii francuskiej.